# Mouffy
Mouffy är en kommun i departementet Yonne i regionen Bourgogne-Franche-Comté i norra Frankrike. Kommunen ligger i kantonen Courson-les-Carrières som tillhör arrondissementet Auxerre. År 2022 hade Mouffy 133 invånare.

## Befolkningsutveckling
Antalet invånare i kommunen Mouffy
| Referens: INSEE |